# Зубарева, Мария Митрофановна
Мария Митрофановна Зубарева (2 августа 1898 года, село Большая Приваловка, Воронежский уезд, Воронежская губерния — 8 августа 1972 года, село Вишнёвка, Верхнехавский район, Воронежская область) — передовик сельскохозяйственного производства, звеньевая колхоза «Сила» Верхнехавского района Воронежской области. Герой Социалистического Труда (1948).

## Биография
Родилась 2 августа 1898 года в крестьянской семье в селе Большая Приваловка Воронежского уезда Воронежской губернии. В 1929 году устроилась на работу в колхоз «Сила» Верхнехавского района. Была назначена звеньевой полеводческого звена. Проработала в этом колхозе двадцать девять лет до выхода на пенсию в 1958 году.
В 1947 году полеводческое звено, которым руководила Мария Зубарева, собрало по 33 центнеров озимой ржи с каждого гектара. В 1948 году была удостоена звания Героя Социалистического Труда за высокие показатели урожайности зерновых.
После выхода на пенсию проживала в селе Вишнёвка Верхнехавского района, где скончалась 8 августа 1972 года.

## Награды
- Герой Социалистического Труда — указом Президиума Верховного Совета СССР от 7 мая 1948 года
- Орден Ленина